# C-14
La Carretera C-14 (Comarcal C-14) anomenada Eix Tarragona-Andorra, és una carretera de la Xarxa Bàsica Primària de Catalunya que uneix Salou a la comarca del Tarragonès amb la capital del Pirineu, La Seu d'Urgell a la comarca de l'Alt Urgell.
Amb una longitud de 177,4 km és una de les carreteres més importants de Catalunya, ja que comunica el Pirineu amb la costa catalana i Lleida. Comença a Salou, on enllaça amb la C-31b a Tarragona, i finalitza al poble alt-urgellenc d'Adrall, on enllaça amb l'N-260 direcció la Seu d'Urgell. Es tracta d'una carretera convencional de calçada única en la major part del seu recorregut. Està desdoblada entre Salou i Reus i entre Reus i Alcover, en forma d'autovia.

## Recorregut

### Tram de Calçada Doble i Autovia (Salou - Alcover)
| Sortida     | Població                 | Destinacions                                                                | Carretera que hi enllaça   | km   | IMD (2007) |
| ----------- | ------------------------ | --------------------------------------------------------------------------- | -------------------------- | ---- | ---------- |
| Sortida     | Salou                    | Rotonda: Vila-seca, Reus Salou Vilafortuny, Cambrils                        | C-14 C-31B T-325           | 0    |            |
| Sortida     | Salou                    | Rotonda: Salou Cambrils, Castelló Tarragona, Barcelona                      | C-14 A-7 / AP-7 A-7 / AP-7 | 1,0  |            |
| T-11 / C-14 | Reus                     | 7 T-11 (inici superposició) Rotonda: Avinguda de Salou Salou                | C-14                       | 6,3  |            |
| T-11 / C-14 | Reus                     | 9 T-11 (final superposició)                                                 | C-14                       | 6,3  |            |
| 6           |                          | Reus sud Aeroport de Reus                                                   | N-420a                     | 6,8  |            |
| 7           |                          | Reus centre Constantí                                                       | TV-7211                    | 7,8  |            |
| 9           |                          | Reus nord El Morell, La Pobla de Mafumet                                    | TP-7225                    | 9,3  |            |
| 10          |                          | Reus                                                                        | C-14z                      | 10,4 |            |
| 14          | La Selva del Camp        | Almoster                                                                    | TV-7048                    | 14,0 | 24.219     |
| 14          | La Selva del Camp        | Constantí                                                                   | C-422                      | 14,0 | 24.219     |
| 15          | La Selva del Camp        | Vilallonga del Camp                                                         | TV-7223                    | 15,0 |            |
| 15          | La Selva del Camp        | L'Albiol                                                                    | TV-7046                    | 16,5 |            |
| 19          | Alcover                  | Alcover                                                                     | C-240a                     | 19,9 |            |
| 19          | Alcover                  | Vilallonga del Camp                                                         | TV-7222                    | 19,9 |            |
| Sortida     | Alcover                  | Rotonda d'Alcover: Alcover sud, Vilallonga del Camp El Milà Valls, Igualada | T-724 C-14z TV-7221 C-37   | 21   |            |
|             | Final del Tram d'Autovia | Rotonda d'Alcover                                                           | C-14 / C-14                | 21   |            |

### Tram de Calçada Única (Alcover - Adrall)
| Sortida                      | Població                                      | Destinacions                                                                            | Carretera que hi enllaça              | km    | IMD (2007) |
| ---------------------------- | --------------------------------------------- | --------------------------------------------------------------------------------------- | ------------------------------------- | ----- | ---------- |
| Sortida                      | Inici del Tram de Calçada Única               | Rotonda d'Alcover                                                                       | C-14 / C-14                           | 21    |            |
|                              |                                               | Alcover nord                                                                            | C-240a                                | 21,3  | 11.756     |
|                              |                                               | Picamoixons, Valls                                                                      | T-742                                 | 26,6  | 13.845     |
|                              | La Riba                                       | La Riba                                                                                 | C-240z                                | 28,2  |            |
|                              | Vilaverd                                      | Vilaverd                                                                                | C-240z                                | 31,5  | 10.250     |
| C-14                         | Montblanc                                     | Montblanc                                                                               | N-240a                                | 34,5  |            |
| N-240 / C-14                 |                                               | N-240 (superposició, dos carrils) 1r Carril: Valls 2n Carril: Reus                      | N-240 C-14                            | 36,2  |            |
| N-240 / C-14                 |                                               | Rotonda: N-240 (inici superposició, dos carrils) Lleida, Saragossa, Barcelona Montblanc | AP-2 centre ciutat                    | 37,3  | 2.967      |
|                              | La Guàrdia dels Prats                         |                                                                                         |                                       | 38,7  |            |
|                              |                                               | Pira, Santa Coloma de Queralt, Igualada                                                 | C-241                                 | 39,0  |            |
|                              |                                               | Blancafort                                                                              | TV-2336                               | 45,1  |            |
|                              | Solivella                                     |                                                                                         |                                       | 46    |            |
|                              |                                               | Rocallaura, Vallbona de les Monges                                                      | TP-2335                               | 49,9  |            |
|                              |                                               | Sarral, Forès                                                                           | T-233                                 | 50,9  |            |
|                              | Passanant i Belltall                          |                                                                                         |                                       | 55,5  |            |
|                              | Ciutadilla                                    | Límit provincial Tarragona/Lleida                                                       |                                       | 56,3  | 2.520      |
|                              |                                               | Ciutadilla, Passanant                                                                   | L-234                                 | 62,6  | 2.368      |
|                              |                                               | Nalec                                                                                   | LV-2341                               | 62,8  |            |
|                              |                                               | Guimerà                                                                                 | L-241                                 | 63,0  |            |
|                              |                                               | Sant Martí de Riucorb                                                                   | L-201                                 | 63,3  |            |
|                              |                                               | Verdú                                                                                   | LV-2101                               | 68,2  |            |
|                              | Tàrrega                                       |                                                                                         |                                       | 71,5  |            |
|                              |                                               | Sant Martí de Riucorb                                                                   | LV-2021                               | 72,4  | 5.047      |
|                              |                                               | Vilagrassa, Anglesola                                                                   | N-IIa                                 | 72,8  |            |
|                              | Tàrrega                                       |                                                                                         |                                       | 73,0  |            |
| Sortida                      |                                               | Rotonda: Cervera, Barcelona Guissona Lleida, Saragossa                                  | A-2 L-310 A-2                         | 74,2  | 9.566      |
|                              |                                               | Altet                                                                                   |                                       | 76,7  |            |
|                              | Claravalls                                    |                                                                                         |                                       | 79,2  |            |
|                              |                                               | Tornabous, La Fuliola                                                                   | LV-3231                               | 81,0  |            |
|                              | Agramunt                                      |                                                                                         |                                       | 88,0  |            |
|                              | Agramunt                                      | Preixens, Balaguer                                                                      | LV-3025                               | 89,3  |            |
| Puigverd d'Agramunt, Cervera | Agramunt                                      | L-303                                                                                   |                                       | 89,3  |            |
|                              |                                               | Preixens                                                                                | LV-3024                               | 94,8  |            |
|                              |                                               | La Donzell d'Urgell, Agramunt                                                           | LV-3023                               | 95,5  |            |
|                              |                                               | Montclar d'Urgell                                                                       | LV-3022                               | 97,0  |            |
|                              |                                               | Tudela de Segre, Seró                                                                   | LV-3021                               | 98,0  | 12.967     |
| Sortida                      | Artesa de Segre                               | Rotonda: Ponts, Tremp, La Seu d'Urgell, Andorra Artesa de Segre Balaguer, Lleida        | C-14 / C-26 C-14z C-26                | 101,8 |            |
| Sortida                      | Artesa de Segre                               | Isona, Tremp, Foradada Baldomar                                                         | L-512 LV-9138 LV-9137                 | 103,1 |            |
|                              |                                               | Seró                                                                                    | LV-3021                               | 109,0 |            |
|                              | El Gos                                        |                                                                                         |                                       | 110,9 |            |
|                              |                                               | Oliola                                                                                  | LV-3134                               | 114,1 | 4.579      |
|                              | Ponts                                         |                                                                                         |                                       | 116,4 |            |
| Sortida                      |                                               | Rotonda: Calaf, Guissona                                                                | C-1412a                               | 116,9 |            |
| Sortida                      |                                               | Rotonda: La Baronia de Rialb, Tremp                                                     | C-1412b                               | 118,0 | 7.417      |
|                              |                                               | Mirambell, Tiurana                                                                      |                                       | 125,0 |            |
|                              |                                               | Bassella, Castellar de la Ribera, Solsona                                               | C-26                                  | 135,1 |            |
|                              | Oliana                                        |                                                                                         |                                       | 142   |            |
|                              |                                               | Peramola                                                                                | LV-5118                               | 144,2 |            |
|                              | Pont de Castell-llebre, 260 m, Pantà d'Oliana |                                                                                         |                                       | 145,0 |            |
| Túnel                        | Túnel de Lo Coscollet, 244 m                  |                                                                                         |                                       | 146,0 |            |
|                              | Pont de Sant Ermengol, 292 m                  |                                                                                         |                                       | 147,0 |            |
|                              | Pont de l'Esquetlla, 40 m                     |                                                                                         |                                       | 147,3 |            |
| Túnel                        | Túnel Remolins, 288 m                         |                                                                                         |                                       | 148,0 |            |
| Túnel                        | Túnel de l'Obaga Negra, 792 m                 |                                                                                         |                                       | 149,0 |            |
| Túnel                        | Túnel d'Espluvins, 937 m                      |                                                                                         |                                       | 151   |            |
| Túnel                        | Túnel d'Aubenç, 333 m                         |                                                                                         |                                       | 151,5 |            |
|                              |                                               | Abella de la Conca, Isona                                                               | L-511                                 | 156,8 |            |
|                              | Coll de Nargó                                 |                                                                                         |                                       | 157,0 |            |
|                              |                                               | Alinyà, Sant Llorenç de Morunys                                                         | L-401                                 | 158,9 |            |
|                              | Organyà                                       |                                                                                         |                                       | 161,5 |            |
|                              |                                               | Fígols Cabó                                                                             | Carretera de Fígols Carretera de Cabó | 162,0 |            |
| Túnel                        | Túnel de Tresponts, 1,3 quilòmetres - 1300m   |                                                                                         |                                       |       |            |
|                              |                                               | Montan de Tost, Espalagueró                                                             | LV-4001                               | 166,6 | 8.579      |
| Túnel                        | Túnel de Montant de Tost, 633 m               |                                                                                         |                                       | 168,8 |            |
|                              | Els Hostalets de Tost                         |                                                                                         |                                       | 170,2 |            |
|                              |                                               | Noves de Segre                                                                          | LV-5134                               | 172,1 |            |
|                              | El Pla de Sant Tirs                           |                                                                                         |                                       | 175,5 |            |
|                              | Adrall                                        | Rotonda d'Adrall: La Seu d'Urgell Andorra Sort                                          | N-260 N-145 N-260                     | 177,4 |            |